# チャールズ・デヴィッド・ジョーンズ・ブライアント
チャールズ・デヴィッド・ジョーンズ・ブライアント（Charles David Jones Bryant、1883年5月11日 - 1937年1月22日）はオーストラリアの海洋画家である第一次世界大戦中にオーストラリア軍の公式戦争画家として働いた。

## 略歴
シドニーの商店主の息子に生まれた。シドニーの学校で学んだ後、ニューサウスウェールズ銀行の行員になった。シドニーの風景画家のウィリアム・リスター・リスター(William Lister Lister: 1859–1943)から絵を学び始め、王立ニューサウスウェールズ美術協会の展覧会に作品を出展するようになった。1908年にロンドンに渡り、ジョン・ハッサール(John Hassall: 1868–1948)のもとで絵を学び、コーンウォール州の海岸の村、セント・アイヴスに移り海洋画家のアルバート・ジュリアス・オルソンに学んだ。ロイヤル・アカデミー・オブ・アーツの展覧会やパリのサロンに出展し1913年にぱりのサロンで佳作を受賞した。第一次世界大戦が始まると1917年に西部戦線でオーストラリア軍の公式戦争画家になり、戦争画を多く描いた。オーストラリア戦争記念館には69点のブライアントの作品が残されている。
1922年にオーストラリアに帰国し、1923年に、第一次世界大戦中にオーストラリア軍がドイツと戦って占領した場面を描くために、委任統治領となったニューギニアに派遣された。その後、再びイギリスに渡り、10年ほど滞在し、帰国し、シドニーやメルボルンで個展を開いて成功した。

## 作品

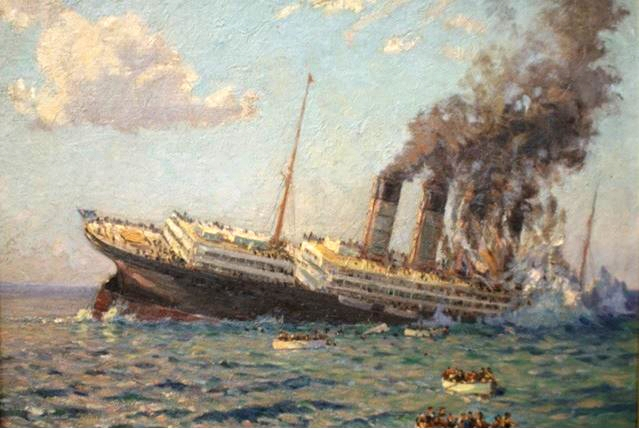
ルシタニアの沈没
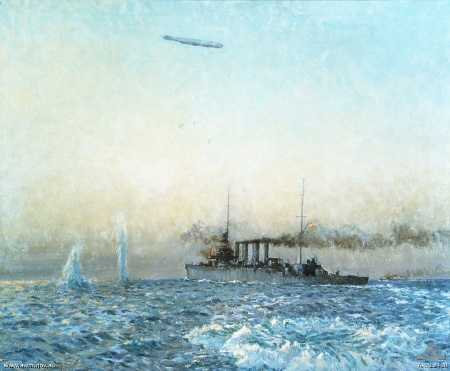
オーストラリアの駆逐艦シドニーとツェッペリン飛行船
戦争中のブローニュの港
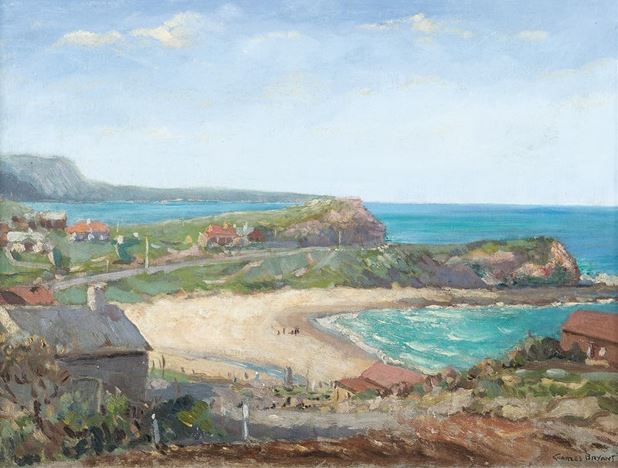
サールール海岸